# Sexsòmnia
La sexsòmnia és una trastorn de la conducta durant el son (parasòmnia) caracteritzada per un comportament de tipus sexual durant el son.
La sexsòmnia és considerada una parasòmnia de tipus NREM. Els afectats per aquest trastorn no recorden els actes que fan mentre són adormits. Pot anar acompanyat d'altres trastorns de la son com somnambulisme, apnea del son, terrors nocturns i enuresi i pot estar relacionat amb l'estrès, manca de son o consum excessiu de d'alcohol o de drogues. També es relaciona amb el contacte físic amb el company de llit.
La sexsòmnia, que és un comportament reconegut recentment pels metges, ha estat utilitzat en casos de defensa criminal de violació. També hi ha hagut diversos casos de sexsòmnia que han aparegut als mitjans de comunicació.